# Эгемант, Франц Лотар
Франц Лотар Эгемант (нем. Franz Lothar Ehemant; 21 ноября 1748[…], Лобеч[…] — 26 октября 1782[…], Прага, Земли Чешской короны[…]) — австрийский историк, искусствовед, педагог, эстетик и коллекционер; профессор истории и немецкой литературы в Пражском университете.

## Биография
Франц Лотар Эгемант родился 21 ноября 1748 года в селе Лобеч (ныне Среднечешский край Чешской Республики) в довольно состоятельной семье. Он изучал историю в Пражском университете, а с 1774 года работал в альма-матер профессором общей истории, истории литературы и эстетики.
Ян Якуб Кирин Яхн (1739—1802) убедил его его в качестве преподавателя сделать упор на истории искусств. На своих уроках Эгемант нередко знакомил студентов и вольнослушателей со своей частной художественной галереей и личной библиотекой.

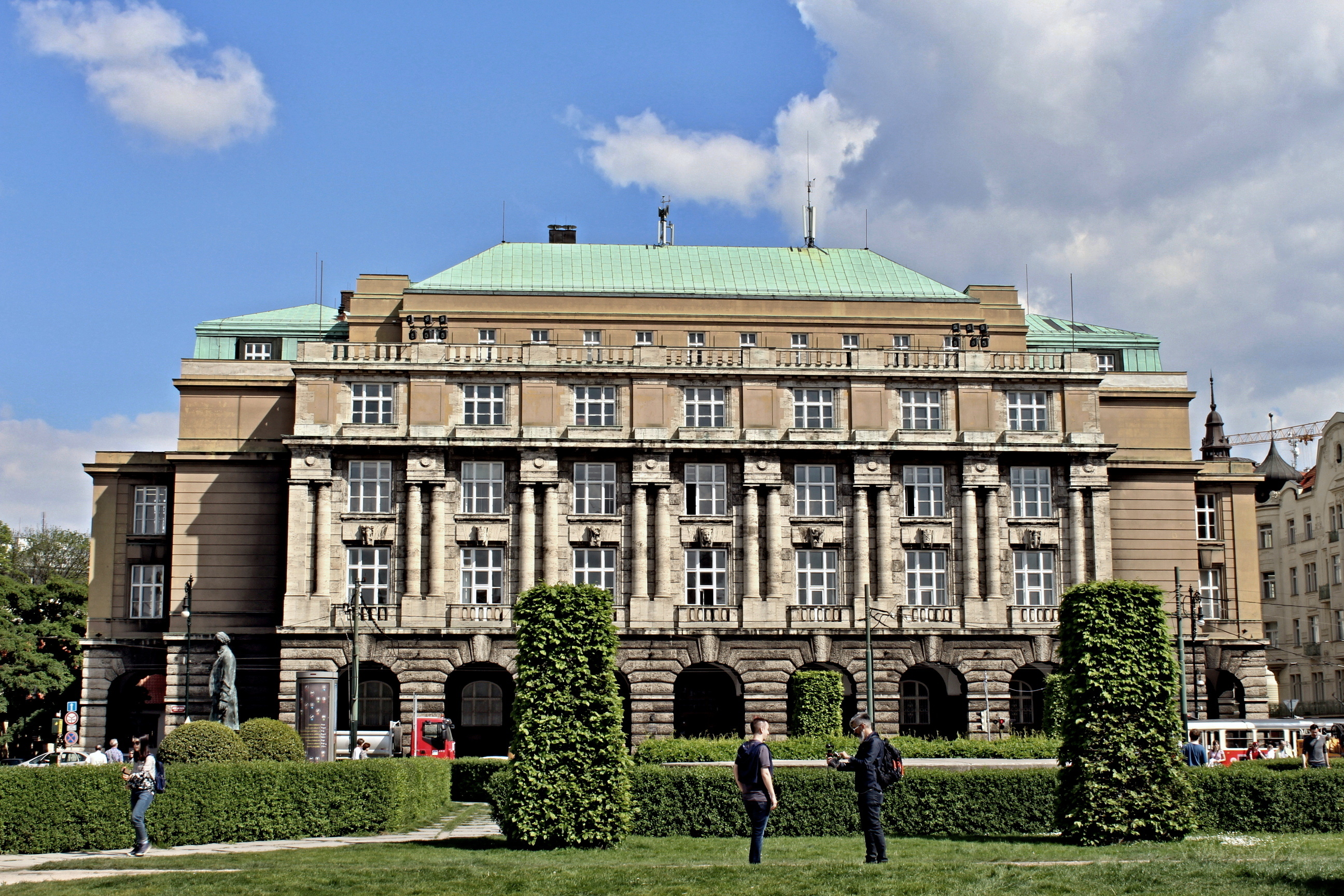
Пражский (Карлов) университет в XXI веке

Именно работы по истории искусства и принесли Эгеманту всемирное признание. Он первый из немецких исследователей обратил внимание на средневековое искусство и очень способствовал выяснению значения готического стиля. Кроме целого ряда работ, помещённых в периодическом печатном издании «Statistik von Böhmen» под редакцией Ригера, Эгемант напечатал отдельных ряд книг и брошюр (см. ниже раздел «Библиография»).
Франц Лотар Эгемант умер 26 октября 1782 года в городе Праге.

## Избранная библиография
- «Beschreibung der Hauptstadt Prag und der übrigen Städte Böhmens in Bezug auf Kunst und Kunstwerke» (1780).
- «Beschreibung der böhmischen Kunstwerke, die in der Prager Metropolitankirche zu sehen sind» (1771—1773).
- «Zur Kunstgeschichte Böhmens» («Dobrowsky’s Böhmische Litteratur», 1779, т. I)[9].